# López (Familienname)

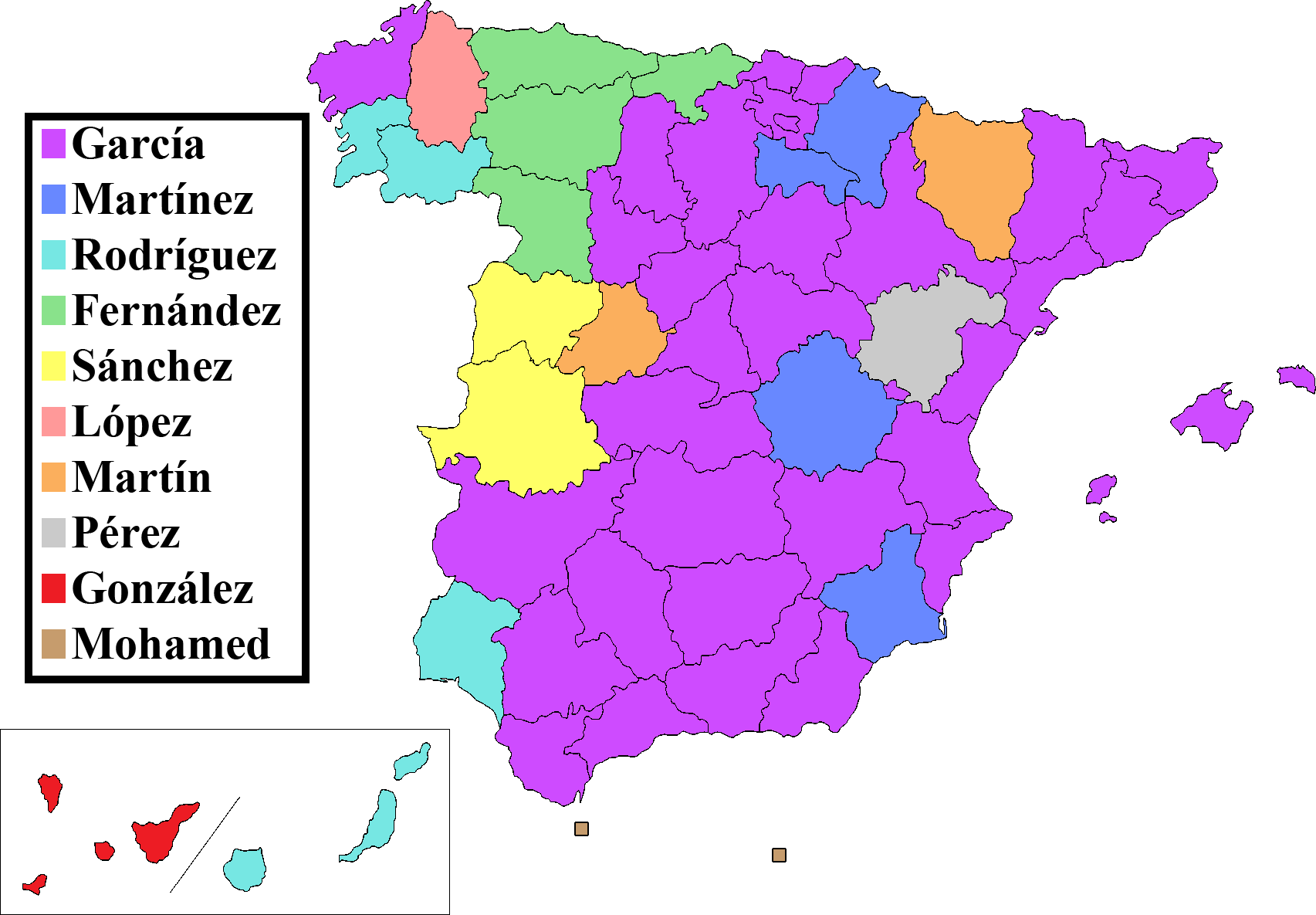
Die meistverbreiteten Familiennamen in Spanien

López ist ein patronymisch gebildeter spanischer Zuname. Außerhalb des spanischen Sprachraums tritt er oft auch in der Schreibweise Lopez ohne Akut auf. Die portugiesische Namensform lautet Lopes.

## Herkunft und Bedeutung
López leitet sich von dem heutzutage unüblichen spanischen Vornamen Lope ab, dessen Herkunft auf das lateinische Wort lupus („Wolf“) zurückgeht. Das -ez am Ende des Namens bedeutet bei spanischen Nachnamen „Sohn des ...“.

## Verbreitung
In Spanien ist López der fünfthäufigste Nachname; mehr als 870.000 Einwohner tragen ihn in ihrem zusammengesetzten Nachnamen an erster Stelle. In Mexiko steht der Name an vierter Stelle der häufigsten Nachnamen des Landes; jeweils etwa 2,2 Millionen Mexikaner heißen mit Vatersnamen (erstem Nachnamen) bzw. Muttersnamen (zweitem Nachnamen) López. In den USA steht der Name mit ca. 875.000 Trägern, von denen sich etwa 93 % als Hispanics identifizieren, an 12. Stelle der häufigsten Familiennamen und an 4. Stelle der populärsten hispanischen Nachnamen.

## Namensträger

### A
- Adalberto López (1923–1996), mexikanischer Fußballspieler
- Adam Lopez (* 1972), australischer Musiker, Sänger und Gesangslehrer
- Adamari López (* 1971), puerto-ricanische Schauspielerin und Fernsehmoderatorin
- Adrián López (Adrian; * 1988), spanischer Fußballspieler
- Adriana López-Arbarello, argentinische Paläontologin
- Adriana Maldonado López (* 1990), spanische Politikerin (PSOE)
- Adelardo López de Ayala (1828–1879), spanischer Dichter und Politiker
- Adeodato López (1906–1957), mexikanischer Fußballspieler
- Adolfo López Mateos (1910–1969), mexikanischer Politiker, Präsident 1958 bis 1964
- Ahmed López (* 1984), kubanischer Radsportler
- Aitor López Rekarte (* 1975), argentinischer Fußballspieler
- Al Lopez (1908–2005), amerikanischer Baseballspieler und -manager
- Alazne López (1993–2015), spanische Tänzerin
- Alberto López (Produzent), Filmproduzent
- Alberto López (Basketballspieler) (1929–2003), argentinischer Basketballspieler
- Alberto López (Fußballspieler, 1944) (Alberto López Oliva; * 1944), guatemaltekischer Fußballspieler
- Alberto López (Leichtathlet) (Alberto López Dávila; * 1963), guatemaltekischer Leichtathlet
- Alberto López (Regisseur), Filmregisseur und Drehbuchautor
- Alberto López Fernández (Alberto; * 1969), spanischer Fußballtorhüter
- Alberto López de Munain (* 1972), spanischer Radrennfahrer
- Alberto Ginés López (* 2002), spanischer Sportkletterer
- Alejandro López (Fußballspieler, 1962) (1962–2011), marokkanisch-spanischer Fußballspieler
- Alejandro López (Geher) (* 1975), mexikanischer Geher
- Alejandro López (Fußballspieler, 1989) (* 1989), argentinischer Fußballspieler
- Alejandro López de Romaña (1846–1917), peruanischer Politiker und Jurist, Premierminister
- Alex Astaneh Lopez (* 1987), irischer Schachspieler
- Álex López (Fußballspieler, 1988) (Alejandro López Sánchez; * 1988), spanischer Fußballspieler
- Álex López (Fußballspieler, 1993) (Alejandro López De Groot; * 1993), spanischer Fußballspieler
- Álex López (Fußballspieler, 1997) (Alejandro López Moreno; * 1997), spanischer Fußballspieler
- Álex López Laz (* 1991), spanischer Basketballspieler
- Álex López Morón (* 1970), spanischer Tennisspieler
- Alexander López (* 1992), honduranischer Fußballspieler
- Alexandra López (* 1989), spanische Fußballspielerin
- Alfonso López (Fechter), kubanischer Fechter
- Alfonso López (Boxer) (* 1953), panamaischer Boxer
- Alfonso Lopez (Jurist) (* 1968), osttimoresischer Jurist
- Alfonso López Michelsen (1913–2007), kolumbianischer Jurist und Politiker, Präsident 1974 bis 1978
- Alfonso López Pumarejo (1886–1959), kolumbianischer Politiker
- Alfonso López Trujillo (1935–2008), kolumbianischer Geistlicher, Erzbischof von Medellín
- Alfonso García López (* 1971), kolumbianischer Geistlicher, Apostolischer Vikar von Guapi
- Alfredo Lopez (* 1949), Aktivist, Autor, Medienproduzent, Lehrer und Organisator
- Alina Lopez (* 1995), US-amerikanische Pornodarstellerin
- Aliuska López (* 1969), spanische Hürdenläuferin
- Allan López (* 1973), salvadorianischer Tennisspieler
- Alonso López (Fußballspieler) (* 1957), kolumbianischer Fußballspieler
- Alonso López (Rennfahrer) (* 2001), spanischer Motorradrennfahrer
- Álvaro López García (1941–2019), spanischer Astronom
- Álvaro López Miera (* 1943), kubanischer Militär und Politiker
- Álvaro López San Martín (* 1997), spanischer Tennisspieler
- Alyer López (* 1999), nicaraguanischer Fußballtorhüter
- Ana López-Puigcerver, spanische Maskenbildnerin
- Ana María López Colomé (* 1944), mexikanische Biochemikerin
- Andoni López (* 1996), spanischer Fußballspieler
- Andres Cochambay Lopez (* 1987), ecuadorianischer Basketballspieler
- Andrés López (* 1992), mexikanischer Badmintonspieler
- Andrés Manuel López Obrador (* 1953), mexikanischer Politiker
- Ángel López (* 1981), spanischer Fußballspieler
- Ángel López Jiménez (* 1955), spanischer Astronom
- Aníbal López (1964–2014), guatemaltekischer Künstler
- Anselmo López (1910–2004), spanischer Sportfunktionär
- Antonio Lopez (Illustrator) (1943–1987), US-amerikanischer Modezeichner
- Antonio López (Fußballspieler, 1981) (* 1981), spanischer Fußballspieler
- Antonio López (Fußballspieler, 1997), guatemaltekischer Fußballspieler
- Antonio López Aviña (1915–2004), mexikanischer Geistlicher, Erzbischof von Durango
- Antonio López Eire (1943–2008), spanischer Gräzist
- Antonio López García (* 1936), spanischer Maler und Bildhauer
- Antonio López Habas (* 1957), spanischer Fußballtrainer
- Antonio López Herranz (1913–1959), spanischer Fußballspieler und -trainer
- Antonio López-Istúriz White (* 1970), spanischer Politiker
- Antonio López y López, 1. Marquis Comillas (1817–1883), spanischer Unternehmer, Bankier und Reeder
- Antonio López Nieto (* 1958), spanischer Fußballschiedsrichter
- Antonio López Ojeda (* 1989), mexikanischer Fußballspieler
- Antonio López de Santa Anna (1794–1876), mexikanischer General
- Antonio Benito López (* 1994), spanischer Triathlet
- Antonio Sahagún López (1917–2005), mexikanischer Geistlicher, Weihbischof in Guadalajara
- Antonio José López Castillo (1945–2021), venezolanischer Geistlicher, Erzbischof von Barquisimeto
- Antony Lopez (* 1987), britischer Dartspieler
- Arcadio López (1910–1972), argentinischer Fußballspieler
- Ariane Lopez-Huici (* 1945), französisch-US-amerikanische Fotografin
- Arlen López (* 1993), kubanischer Boxer
- Arturo López, mexikanischer Fußballspieler
- Atilio López (1925–2016), paraguayischer Fußballspieler
- Aurelio López (1948–1992), mexikanischer Baseballspieler

### B
- Barbara López (* 1991), argentinische Speerwerferin
- Barry Lopez (1945–2020), amerikanischer Autor, Ethnologe und Fotograf
- Belisario López, mexikanischer Fußballspieler und -trainer
- Bernardino López de Carvajal (1456–1523), spanischer Kardinal
- Bienvenido Bustamante López (1923–2001), dominikanischer Klarinettist und Komponist
- Borja López (* 1994), spanischer Fußballspieler
- Brandon Lopez (* 1988), US-amerikanischer Jazzmusiker
- Brayan Lopez (* 1997), italienischer Sprinter
- Brian Lopez (* 1999), dominikanischer Fußballspieler
- Brian Baxter Arroyo López (* 1985), mexikanischer Eishockeyspieler
- Brook Lopez (* 1988), amerikanischer Basketballspieler
- Bryan López (* 1988), guatemaltekischer Fußballschiedsrichter

### C
- Camille Lopez (* 1989), französischer Rugby-Union-Spieler
- Camille Lopez-Molina, philippinische Sängerin
- Cándida López (1936–2013), spanische Schauspielerin
- Cándido López (1840–1902), argentinischer Maler
- Carlos López (Tennisspieler, I), mexikanischer Tennisspieler
- Carlos López (Drehbuchautor), Drehbuchautor und Produzent
- Carlos López (Radsportler) (1981–2018), mexikanischer Radrennfahrer
- Carlos López (Schiedsrichter) (Carlos López Rico; * 1982), venezolanischer Fußballschiedsrichter
- Carlos López (Fußballspieler), spanischer Fußballspieler
- Carlos Lopez (Stuntman) (1989–2014), US-amerikanischer Stuntman
- Carlos López Buchardo (1881–1948), argentinischer Komponist, Pianist und Musikpädagoge
- Carlos López-Cantera (* 1973), US-amerikanischer Politiker
- Carlos López Contreras (* 1942), honduranischer Rechtswissenschaftler, Diplomat und Politiker
- Carlos López Díaz (* 1983), spanischer Triathlet
- Carlos López Hernández (* 1945), spanischer Geistlicher, Bischof von Salamanca
- Carlos López Matteo (1939–2014), uruguayischer Journalist
- Carlos López Moctezuma (1909–1980), mexikanischer Schauspieler
- Carlos López Montagud (* 2000), spanischer Tennisspieler
- Carlos López-Quesada (1926–2023), spanischer Springreiter
- Carlos López de Silanes (* 1970), mexikanischer Fußballspieler und -trainer
- Carlos López y Valles (1887–1942), mexikanischer Schauspieler
- Carlos Antonio López (1790–1862), paraguayischer Politiker, Präsident 1844 und 1862
- Carlos Daniel López Huesca (* 1990), spanischer Fußballspieler
- Carlos Enrique Samaniego López (* 1973), mexikanischer Geistlicher, Weihbischof in Mexiko-Stadt
- Carlos García López (El Negro; 1959–2014), argentinischer Musiker
- Carlos Javier López (* 1980), argentinisch-italienischer Fußballspieler
- Carmen Collado López (* 1942), kubanische Musikpädagogin und Chorleiterin
- Carmen López Martínez (* 2005), spanische Tennisspielerin
- Carmen Romero López (* 1946), spanische Politikerin (PSOE)
- Carmen Lopez (Schauspielerin)
- Carola López (* 1982), argentinische Taekwondoin
- Casimiro López Llorente (* 1950), spanischer Geistlicher, Bischof von Segorbe-Castellón de la Plana
- César López (Musikpädagoge), kubanischer Pianist und Musikpädagoge am Conservatorio de Música Amadeo Roldan
- César López (Pianist) (* 1973), kolumbianischer Komponist, Pianist und Gitarrist
- César López (Rockmusiker) (* 1968), mexikanischer Rockmusiker
- César López (Saxophonist) (* 1968), kubanischer Jazzsaxophonist
- César López (Schriftsteller) (1933–2020), kubanischer Lyriker, Erzähler, Essayist und Literaturkritiker
- César López Fretes (1923–2001), paraguayischer Fußballspieler
- Charo López (* 1943), spanische Schauspielerin
- Christian Lopez (* 1953), französischer Fußballspieler und -trainer
- Ciro Quispe López (* 1973), peruanischer Geistlicher, Prälat von Juli
- Clara López Obregón (* 1950), kolumbianische Wirtschaftswissenschaftlerin, Juristin und Politikerin
- Claudio López (* 1974), argentinischer Fußballspieler
- Clemente Carranza y López (1905–1978), nicaraguanischer römisch-katholischer Geistlicher, Bischof von Estelí
- Colby Lopez (* 1986), US-amerikanischer Wrestler, siehe Seth Rollins
- Constantino López, mexikanischer Fußballspieler
- Cristina López (* 1982), salvadorianische Geherin
- Cristina López Barrio (* 1970), spanische Autorin und Rechtsanwältin
- Cristóbal López Romero (* 1952), spanischer Geistlicher, römisch-katholischer Erzbischof von Rabat

### D
- Dani López (* 1992), spanischer Fußballspieler
- Daniel López (Kameramann), Kameramann
- Daniel López (Fußballspieler, I), Fußballspieler
- Daniel López (Fußballspieler, 1969) (Daniel Fernando López Rojas; * 1969), chilenischer Fußballspieler
- Daniel López (Fußballspieler, 1976) (Daniel López Ramos; * 1976), spanischer Fußballspieler
- Daniel López (Wasserballspieler) (Daniel López Pinedo; * 1980), spanischer Wasserballspieler
- Daniel López (Basketballspieler) (Daniel López Alcañiz; * 1982), spanischer Basketballspieler
- Daniel López (Radsportler) (Daniel López Parada; * 1994), spanischer Radsportler
- Daniel López (Handballspieler) (Daniel Felipe López Nates; * 1998), kolumbianischer Handballspieler
- Daniel López Dittert (* 1986), spanisch-deutscher Basketballspieler
- Daniel Alejandro López (Daniel Alejandro López Cassaccia; * 1989), paraguayischer Tennisspieler
- Daniela López (* 1997), chilenische Tennisspielerin
- Danny Lopez (* 1952), US-amerikanischer Boxer
- Dante López (* 1983), paraguayischer Fußballspieler
- David Lopez (Boxer) (1977–2017), mexikanischer Boxer
- David López (Tennisspieler) (* 1986), panamaischer Tennisspieler
- David López (Poolbillardspieler), spanischer Poolbillardspieler
- David López García (* 1981), spanischer Radrennfahrer
- David López (Fußballspieler, 1982) (David López Moreno; * 1982), spanischer Fußballspieler
- David López (Fußballspieler, 1989) (David López Silva; * 1989), spanischer Fußballspieler
- David López-Zubero (* 1959), spanischer Schwimmer
- Denisse López (* 1976), mexikanische Turnerin
- Derlis López, paraguayischer Fußballschiedsrichter
- Diana Lopez (* 1984), amerikanische Taekwondoin
- Diego López (Musiker), Jazzmusiker
- Diego López (Fußballspieler, 1974) (Luis Diego López Breijo ; * 1974), uruguayischer Fußballspieler
- Diego López (Fußballspieler, 1981) (Diego López Rodríguez; * 1981), spanischer Fußballspieler
- Diego López (Fußballspieler, 1994) (Diego Gastón López Barrios; * 1994), uruguayischer Fußballspieler
- Diego López (Fußballspieler, 2002) (Diego López Noguerol; * 2002), spanischer Fußballspieler
- Diego López de Pacheco Cabrera y Bobadilla (1599–1653), spanischer Adliger, Vizekönig von Neuspanien und von Navarra
- Diego López Rivera (* 1952), mexikanischer Filmregisseur, Drehbuchautor und Produzent
- Diego López de Cogolludo (1613–1665), spanischer Franziskanermissionar und Geschichtsschreiber
- Diego López de Zúñiga (Jacobus Stunica; um 1470–1530/1531), spanischer Theologe
- Diego López de Zúñiga y Velasco (um 1500–1564), spanischer Offizier, Vizekönig von Peru
- Diony José López (1946–2010), venezolanischer Liedermacher und Entertainer
- Donald Sewell Lopez Sr. (1923–2008), US-amerikanischer Testpilot und Museumsdirektor
- Donald Sewell Lopez Jr. (* 1952), US-amerikanischer Autor, Tibetologe und Hochschullehrer
- Douglas López (* 1998), costa-ricanischer Fußballspieler
- Duvan López (* 1954), kolumbianischer Maler und Bildhauer

### E
- Edmon López (* 1996), spanischer Squashspieler
- Eduardo López (Fechter) (* 1926), guatemaltekischer Fechter
- Eduardo López Ochoa (1877–1936), spanischer General
- Eduardo López de Romaña (1847–1912), peruanischer Politiker, Präsident 1899 bis 1903
- Eduardo Andrés Lopez, eigentlicher Name von Chakall (* 1972), argentinischer Koch und Kochbuchautor
- Eleazar López Contreras (1883–1973), venezolanischer Offizier und Politiker, Präsident 1935 bis 1941
- Eliahu López (* 1946), israelischer Diplomat
- Elsa Santos López (* 2007), spanische Fußballspielerin, siehe Elsa Santos
- Emilio López Navarro (* 1986), mexikanischer Fußballspieler
- Encarnación López Júlvez, eigentlicher Name von La Argentinita (1897–1945), spanische Sängerin, Tänzerin und Choreografin
- Enrique López Zarza (* 1957), mexikanischer Fußballspieler
- Enrique López Pérez (* 1991), spanischer Tennisspieler
- Enrique González López, argentinischer Fußballspieler
- Eric Lopez (Schauspieler) (* 1978), US-amerikanischer Komiker und Schauspieler
- Eric López (Fußballspieler, 1993) (* 1993), spanischer Fußballspieler
- Eric López (Fußballspieler, 1999) (* 1999), US-amerikanischer Fußballspieler
- Erick López Barriga (* 1971), mexikanischer Politiker
- Erick López Ríos (* 1972), kubanischer Turner
- Ernán López-Nussa (* 1958), kubanischer Pianist
- Ernie Lopez (1945–2009), US-amerikanischer Boxer
- Esteban López (1931–1996), niederländischer Schriftsteller
- Ester Vela López (* 1972), spanische Pianistin, siehe Duo Vela
- Eulàlia Vela López (* 1970), spanische Pianistin, siehe Duo Vela
- Eva Lopez Echegoyen, deutsche Filmeditorin
- Everardo López Alcocer (1916–1968), mexikanischer Geistlicher, Bischof von Autlán

### F
- Fabián Marulanda López (* 1933), kolumbianischer Geistlicher, Bischof von Florencia
- Federico López (Basketballspieler, 1918) (Federico López Carviso; Fico; 1918–2001), kubanischer Basketballspieler
- Federico López (Basketballspieler, 1962) (Federico López Camacho; Fico; 1962–2006), puerto-ricanischer Basketballspieler
- Feliciano López (* 1981), spanischer Tennisspieler
- Felipe López (Bogenschütze) (* 1977), spanischer Bogenschütze
- Felipe López (Basketballspieler) (* 1974), dominikanischer Basketballspieler
- Felipe López (Baseballspieler) (* 1980), puerto-ricanischer Baseballspieler
- Felipe López (Radsportler) (* 1969), guatemaltekischer Radsportler
- Felipe Molas López (1901–1954), paraguayischer Politiker
- Félix López (1917–1969), dominikanischer Songwriter
- Fermín López (* 2003), spanischer Fußballspieler
- Fernando López (Politiker) (1904–1993), philippinischer Politiker und Unternehmer
- Fernando López (Fußballspieler, 1983) (Fernando López Fernández; * 1983), spanischer Fußballtorwart
- Fernando López (Fußballspieler, 1985) (* 1985), uruguayischer Fußballspieler
- Fernando López (Rugbyspieler), (* 1986), argentinisch-spanischer Rugbyspieler
- Fernando López López (* 1984), mexikanischer Fußballspieler
- Fernando Schwalb López Aldana (1916–2002), peruanischer Rechtsanwalt, Diplomat und Politiker, Premierminister und Erster Vizepräsident
- Fidencio López Plaza (* 1950), mexikanischer Geistlicher, Bischof von Querétaro
- Florencio López de Silanes, mexikanischer Wirtschaftswissenschaftler und Hochschullehrer
- Florentino López (* 1934), spanischer Fußballspieler
- Francesc López (* 1972), andorranischer Fußballspieler
- Francisco López (Handballspieler) (* 1949), spanischer Handballspieler
- Francisco López (Maler) (1554–1629), spanischer Maler
- Francisco López (Musiker) (* 1964), spanischer Musiker
- Francisco López (Kanute) (* 1965), spanischer Kanute
- Francisco López (Tischtennisspieler) (* 1962), venezolanischer Tischtennisspieler
- Francisco López Alfaro (Francisco; * 1962), spanischer Fußballspieler
- Francisco López Contardo (* 1975), chilenischer Motorradrennfahrer
- Francisco López de Gómara (1511?–1566?), spanischer Geschichtsschreiber
- Francisco López Hernández (1932–2017), spanischer Bildhauer
- Francisco López de Zúñiga y Meneses (1599–1655), spanischer Offizier und Gouverneur von Chile
- Francisco Javier López Peña (1958–2013), spanischer Terrorist
- Francisco Solano López (1827–1870), paraguayischer Politiker, Präsident 1862–1870
- Franco López (Volleyballspieler) (* 1989), argentinischer Volleyballspieler
- Franco López (Fußballspieler) (* 1992), uruguayischer Fußballspieler

### G
- Gabi Delgado-López (eigentlich Gabriel Delgado López; 1958–2020), deutscher Musiker und Produzent
- Gabriel López (* 1983), uruguayischer Fußballspieler
- Gabriel López Zapiain (1943–2018), mexikanischer Fußballspieler
- Ganigan López (* 1981), mexikanischer Boxer
- García López de Cárdenas, spanischer Entdecker und Konquistador
- George López (Holzbildhauer) (1900–1993), US-amerikanischer Holzbildhauer
- George Lopez (* 1955), kubanisch-amerikanischer Komponist, siehe Jorge López (Komponist)
- George Lopez (Komiker) (* 1961), US-amerikanischer Komiker, Schauspieler, Drehbuchautor, Filmproduzent und Regisseur
- George A. Lopez (* 1950), Terrorismusforscher
- Gérard Lopez (Mediziner) (1949–2022), französischer Psychiater und Viktimologe
- Gérard Lopez (Geschäftsmann) (* 1971), luxemburgisch-spanischer Automobilrennfahrer, Fußballfunktionär und Rennstallbesitzer
- Gerard López (Fußballspieler) (* 1979), spanischer Fußballspieler
- Gerardo de Jesús Rojas López (* 1957), mexikanischer Priester, Bischof von Tabasco
- Gerardo López Villaseñor (* 1995), mexikanischer Tennisspieler
- Giovanni Lopez (* 1967), italienischer Fußballspieler und -trainer
- Greg Lopez (* 1964), amerikanischer Politiker
- Gregorio López (Handballspieler) (1951–1987), spanischer Handballspieler
- Gregorio López y Fuentes (1897–1966), mexikanischer Schriftsteller
- Gregorio López-Bravo (1923–1985), spanischer Politiker
- Gonzalo López (Rugbyspieler) (* 2000), spanischer Rugby-Union-Spieler
- Gonzalo López-Gallego (* 1973), spanischer Filmregisseur, Drehbuchautor und Filmeditor
- Gonzalo López Marañón (1933–2016), spanischer Geistlicher, Titularbischof von Seleuciana
- Gualberto Villarroel López (1908–1946), bolivianischer Politiker, Präsident 1943 bis 1946
- Guillermina López-Bendito (* 1975), spanische Neurowissenschaftlerin
- Guillermo López (Boxer) (1914–??), chilenischer Boxer
- Guillermo López (Fußballspieler, 1980) (* 1980), spanischer Fußballspieler
- Guillermo López (Fußballspieler, 1988) (* 1988), uruguayischer Fußballspieler
- Guillermo Lopez (Schwimmer) (* 1994), nicaraguanischer Schwimmer
- Guillermo García López (* 1983), spanischer Tennisspieler
- Gustavo López (* 1973), argentinischer Fußballspieler
- Gustavo Fabián López (* 1982), argentinischer Fußballspieler

### H
- Harold López-Nussa (* 1983), kubanischer Jazzpianist und Komponist
- Harold Martín López (* 2000), ecuadorianischer Radrennfahrer
- Héctor López (Baseballspieler) (1929–2022), panamaischer Baseballspieler
- Héctor López (Boxer) (1967–2011), mexikanischer Boxer
- Héctor López (Filmproduzent), (* vor 1950), mexikanischer Filmproduzent
- Héctor Mario López (1930–2015), guatemaltekischer General
- Héctor Julio López Hurtado (* 1941), kolumbianischer Ordensgeistlicher, Bischof von Girardot
- Héctor López Alvarado (* 1970), mexikanischer Geistlicher, Weihbischof in Guadalajara
- Héctor Reynoso López (* 1980), mexikanischer Fußballspieler, siehe Héctor Reynoso
- Helga Lopez (1952–2022), deutsche Politikerin (SPD)
- Hilario López (1907–1987), mexikanischer Sportler
- Hipólito Ruiz López (1754–1815), spanischer Botaniker
- Horacio López Salgado (* 1948), mexikanischer Fußballspieler
- Hugo López-Gatell Ramírez (* 1969), mexikanischer Epidemiologe und politischer Beamter
- Humberto López y Guerra (* 1942), kubanisch-schwedischer Filmschaffender, Journalist und Schriftsteller

### I
- Ignacio López Rayón (1773–1832), mexikanischer Unabhängigkeitskämpfer
- Inés López (* 2003), spanische Leichtathletin
- Íñigo López de Loyola (1491–1556), spanischer Jesuit, siehe Ignatius von Loyola
- Iñigo López de Mendoza (1398–1458), spanischer Humanist, Dichter und Büchersammler
- Íñigo López de Mendoza y Quiñones († 1515), spanischer Adliger und Politiker
- Íñigo Prieto López de Cerain (* 1990), spanischer Fußballschiedsrichter
- Irene López Heredia (1894–1962), spanische Theater- und Filmschauspielerin
- Ismael López (Ismael Rosario López Peñuelas, * 1994), mexikanischer Fußballschiedsrichter
- Ismael Sergio Ley López (* 1941), mexikanischer Diplomat
- Israel López (Musiker) (1918–2008), kubanischer Jazzmusiker
- Israel López (Fußballspieler) (* 1974), mexikanischer Fußballspieler
- Iván López (Fußballspieler, 1986) (Iván López Cárdenas; * 1986), panamaischer Fußballspieler
- Iván López (Leichtathlet, 1990) (* 1990), chilenischer Mittel- und Langstreckenläufer
- Iván López (Fußballspieler, 1993) (Iván López Mendoza; * 1993), spanischer Fußballspieler
- Iván López (Leichtathlet, 1997) (* 1997), spanischer Geher
- Iván Antonio Marín López (* 1938), kolumbianischer Priester, Erzbischof von Popayán
- Iván Salgado López (* 1991), spanischer Schachspieler

### J
- J. Kenji López-Alt, US-amerikanischer Koch und Foodwriter
- Jaime López Salazar (1949–1974), mexikanischer Fußballspieler
- James Lopez, US-amerikanischer Filmproduzent
- Javi López (* 1986), spanischer Fußballspieler
- Javier Lopez (* 1974), spanisch-deutscher Fußballspieler
- Javier López Vallejo (* 1975), spanischer Fußballspieler
- Javier Eduardo López (* 1994), mexikanischer Fußballspieler
- Javier Fernández López (Handballtrainer) (* 1980), spanischer Handballtrainer
- Javier Fernández López (Eiskunstläufer) (* 1991), spanischer Eiskunstläufer
- Javier Ocampo López (* 1939), kolumbianischer Schriftsteller, Historiker und Volkskundler
- Jean Carlos López (* 1993), dominikanischer Fußballspieler
- Jean-Marie Lopez, französischer Amateurastronom und Asteroidenentdecker
- Jennifer Lopez (* 1969), amerikanische Sängerin und Schauspielerin
- Jérémy López (* 1989), gibraltarischer Fußballspieler
- Jesús López Cobos (1940–2018), spanischer Dirigent
- Jesús María López Mauléon (* 1955), spanischer Ordensgeistlicher, Prälat von Alto Xingu-Tucumã in Brasilien
- Jesús López Meneses (* 1971), mexikanischer Fußballspieler
- Jesús López Pacheco (1930–1997), spanischer Schriftsteller
- Jesús Agustín López de Lama (1929–2023), spanischer Ordensgeistlicher
- Jesús Tonatiú López (* 1997), mexikanischer Leichtathlet
- Jim López (eigentlich Alejandro Galán; 1912–1979), argentinischer Fußballtrainer
- Jimena López (* 1999), mexikanische Fußballspielerin
- Joanet López (* 1999), äquatorialguineischer Fußballspieler
- Joaquín María López de Andújar (* 1942), spanischer Geistlicher,  Bischof von Getafe
- Joaquín María López López (1798–1855), spanischer Politiker
- Johnny García López (* 1978), mexikanischer Fußballspieler
- Jon Ander López († 2013), spanischer Fußballspieler
- Jordi López (* 1981), spanischer Fußballspieler
- Jordi López (Fußballspieler, 1993) (* 1993), spanischer Fußballspieler
- Jorge López (Komponist) (* 1955), kubanisch-amerikanischer Komponist
- Jorge López (Salsamusiker) (Giro López), puerto-ricanischer Salsamusiker
- Jorge López Caballero (* 1981), kolumbianischer Fußballspieler
- Jorge López Marco (genannt Tote; * 1978), spanischer Fußballspieler
- Jorge López Montaña (* 1978), spanischer Fußballspieler
- Jorge Eduardo Navarrete López (* 1940), mexikanischer Diplomat
- Jorge Manuel López (1918–2006), argentinischer Bischof
- Jorge López (Schauspieler) (* 1991), chilenischer Schauspieler
- Jorge López Ruiz (1935–2018), argentinischer Jazzmusiker

- José López (Radsportler) (1910–??), argentinischer Radrennfahrer
- José López (Leichtathlet) (* 1967), venezolanischer Mittelstreckenläufer
- José López (Boxer) (* 1972), puerto-ricanischer Boxer
- José López Alavez (1889–1974), mexikanischer Komponist
- José López Domínguez (1829–1911), spanischer General und Politiker
- José López Lara (1927–1987), mexikanischer Geistlicher, Bischof von San Juan de los Lagos
- José López Latorre (1922–2011), chilenischer Fußballspieler
- José López Lira (1892–1965), mexikanischer Jurist und Politiker
- José López Maeso (* 1956), spanischer Tennisspieler
- José López Portillo (1920–2004), mexikanischer Politiker
- Jose-Alfonso López (* 1942), kolumbianischer Radrennfahrer
- José Antonio López (* 1976), spanischer Radrennfahrer
- José Antonio López Guerrero (* 1962), spanischer Virologe
- José Augusto López, argentinischer Astronom
- José Edmundo Calvache López, kolumbianischer Linguist
- José Guadalupe Ortíz y López (1867–1951), mexikanischer Geistlicher, Erzbischof von Monterrey
- José Ignacio López de Arriortúa (* 1941), spanischer Unternehmensmanager
- José de Jesús López y González (1872–1950), mexikanischer Geistlicher, Bischof von Aguascalientes
- José Luis López (Boxer) (* 1973), mexikanischer Boxer
- José Luis López-Aranguren (1909–1996), spanischer Philosoph
- José Luis López Mejía (* 1955), mexikanischer Fußballspieler
- José Luis López Monroy (* 1979), mexikanischer Fußballspieler
- José Luis López Olascoaga (* 1964), mexikanischer Fußballtorhüter
- José Luis López Panizo (1922–1990), spanischer Fußballspieler
- José Luis López Peinado (* 1943), spanischer Fußballspieler
- José Luis López Ramírez (* 1981), costa-ricanischer Fußballspieler
- José Luis López Vázquez (1922–2009), spanischer Schauspieler
- José Luis García López (* 1948), US-amerikanischer Comiczeichner
- José Manuel López, mexikanischer Fußballspieler
- José Manuel López López (* 1956), spanischer Musikwissenschaftler und Hochschullehrer
- José María López (* 1983), argentinischer Rennfahrer
- José Miguel López Hurtado (1918–2009), kolumbianischer Geistlicher, Apostolischer Präfekt von Guapi
- José Ramón López (* 1950), spanischer Kanute
- José Raúl López López (1968–2010), kubanischer Fußballspieler
- José Raúl Vera López (* 1945), mexikanischer Geistlicher, Bischof von Saltillo
- José Roberto López Londoño (1937–2018), kolumbianischer Geistlicher, Bischof von Jericó
- José Salazar López (1910–1991), mexikanischer Geistlicher, Erzbischof von Guadalajara
- José Venancio López Requena (1791–1863), guatemaltekischer Politiker, Präsident 1841/1842
- Josesito López (* 1984), US-amerikanischer Boxer
- Juan López (Kardinal) (1455–1501), spanischer Geistlicher, Erzbischof von Capua
- Juan López (Bischof) (1613–1674), spanischer Geistlicher, Erzbischof von Manila
- Juan López (Fußballtrainer) (1908–1984), uruguayischer Fußballtrainer
- Juan López (Leichtathlet) (1926–1978), uruguayischer Leichtathlet
- Juan López (Wasserballspieler), uruguayischer Wasserballspieler
- Juan López (Baseballtrainer, 1956) (* 1956), puerto-ricanischer Baseballtrainer
- Juan López (Baseballtrainer, 1962) (* 1962), puerto-ricanischer Baseballtrainer
- Juan López (Umweltschützer) (1977/1978–2024), honduranischer Umweltschützer und Politiker
- Juan López (Handballspieler) (Juan Pablo López Vélez; * 1995), kolumbianischer Handball- und Beachhandballspieler
- Juan López Gutiérrez (1830–??), honduranischer Politiker, Präsident 1855
- Juan López Moctezuma (1932–1995), mexikanischer Filmregisseur, Produzent, Drehbuchautor und Schauspieler
- Juan López de Salamanca († 1479), spanischer Theologe und Dominikaner
- Juan López Sánchez (1900–1972), spanischer Bauarbeiter und Politiker (FSL)
- Juan López de Uralde (* 1963), spanischer Ökologe und Politiker
- Juan López de Zárate (1490–1555), spanischer Geistlicher, Bischof in Neuspanien
- Juan Carlos López (* 1970), deutscher Schauspieler spanischer Abstammung, siehe Carlos Lobo
- Juan Carlos López (Radsportler) (* 1981), kolumbianischer Radrennfahrer
- Juan Carlos Pérez López (Fußballspieler, 1945) (1945–2012), spanischer Fußballspieler
- Juan Carlos Pérez López (* 1990), spanischer Fußballspieler, siehe Juan Carlos (Fußballspieler, 1990)
- Juan Guillermo López Soto (1947–2021), mexikanischer Geistlicher, Bischof von Cuauhtémoc-Madera
- Juan J. López Ibor (Juan José López Ibor; 1906–1991), spanischer Psychiater
- Juan Manuel López (* 1983), puerto-ricanischer Boxer
- Juan Manuel Bellón López (* 1950), spanischer Schachspieler
- Juan Manuel López Iturriaga (* 1959), spanischer Basketballspieler
- Juan Martín López (* 1985), argentinischer Hockeyspieler
- Juan Miguel López (* 1967), kubanischer Dreispringer
- Juan Miguel Jiménez López, bekannt als Juanmi (* 1993), spanischer Fußballspieler
- Juan Pablo López (* 1992), uruguayischer Fußballspieler
- Juan Pedro López (* 1997), spanischer Radrennfahrer
- Juan Ramón López Caro (* 1963), spanischer Fußballtrainer
- Julia Lopez (* 1986), britische Politikerin der Tories
- Julián López Martín (* 1945), spanischer Geistlicher
- Julián López Pineda (1882–1959), honduranischer Diplomat
- Julián López González (* 1978), Schauspieler

- Julio López (* 1972), spanischer Dreispringer
- Julio López Oliván (1891–1964), spanischer Diplomat und Jurist

### K
- Kaiane Lopez (* 1986), britische Schönheitskönigin, Miss World (2009)
- Kamala Lopez (* 1964), US-amerikanische Schauspielerin, Filmproduzentin und Filmregisseurin
- Karla López (* 1987), venezolanisches Model und Schauspielerin, siehe Nany Tovar
- Kevin López (* 1990), spanischer Mittelstreckenläufer
- Krisean López (* 1998), belizischer Fußballspieler
- Kristen Anderson-Lopez, US-amerikanische Schauspielerin, Drehbuchautorin und Musikproduzentin

### L
- Laia López (* 2007), spanische Fußballspielerin
- Laura Lopez (Politikerin), osttimoresische Politikerin
- Laura López (Synchronschwimmerin) (Laura López Valle; * 1988), spanische Synchronschwimmerin
- Laura López (Wasserballspielerin) (Laura López Ventosa; * 1988), spanische Wasserballspielerin
- Laura López Castro (* 1980), spanisch-deutsche Sängerin
- Laura A. Lopez, Astronomin
- Lauren Lopez (* 1986), US-amerikanische Schauspielerin und Musicaldarstellerin
- Leobardo López (* 1983), mexikanischer Fußballspieler
- Leonardo López Luján (* 1964), mexikanischer Archäologe
- Leopoldo López (* 1971), venezolanischer Politiker
- Ligorio López (1933–1993), mexikanischer Fußballspieler
- Linette Lopez, US-amerikanische Wirtschafts- und Politikjournalistin
- Lisandro López (Fußballspieler, 1983) (* 1983), argentinischer Fußballspieler
- Lisandro López (Fußballspieler, 1989) (* 1989), argentinischer Fußballspieler
- Liván López Azcuy (* 1982), kubanischer Ringer
- Lucas López (* 1994), uruguayischer Fußballspieler
- Lucio López Fleming (* 1980), argentinischer Rugby-Union-Spieler
- Lucio Vicente López (1848–1894), argentinischer Rechtsanwalt und Politiker
- Luis López (Radsportler), (* 1911) uruguayischer Radsportler
- Luis López (Segler) (Luis López Alonso Escalante; * 1955), spanischer Segler
- Luis López (Fußballtrainer), uruguayischer Fußballtrainer
- Luis López (Fußballspieler, 1924) (Luis Alberto López Latorre; 1924–2012), chilenischer Fußballspieler
- Luis López (Fußballspieler, 1993) (Luis Aurelio López Fernández; * 1993), honduranischer Fußballspieler
- Luis López (Fußballspieler, 2001) (Luis Federico López Andugar; * 2001), spanischer Fußballtorhüter
- Luis López Escobar (* 1990), kolumbianischer Radsportler
- Luis López Hartinger (* 1975), peruanischer Schwimmer
- Luis López Loza (* 1939), mexikanischer Künstler
- Luis López Rocer (* 1949), costa-ricanischer Leichtathlet
- Luis Alberto López Ghigliazza (* 1995), mexikanischer Turner
- Luis Alberto Rodríguez López-Calleja (1960–2022), kubanischer Militär, Politiker und Manager
- Luis Alfredo López Flores (* 1986), honduranischer Fußballspieler
- Luis Arturo González López (1900–1965), guatemaltekischer Politiker, Präsident 1957
- Luis Diego López Breijo (* 1974), uruguayischer Fußballspieler, siehe Diego López (Fußballspieler, 1974)
- Luis Enrique Mejía López (* 1962), nicaraguanischer Sänger und Komponist, siehe Luis Enrique (Sänger)
- Luis Fernando López (* 1979), kolumbianischer Geher
- Luis Hierro López (* 1947), uruguayischer Politiker
- Luis Manuel López Alfaro (* 1963), mexikanischer Geistlicher, Bischof von Tapachula
- Luis Rodolfo López Meneses (* 1951), guatemaltekischer Fußballspieler

### M
- Manuel López (Gouverneur) (1780–1860), argentinischer Politiker
- Manuel López (Fußballspieler, 1900) (Travieso; 1900–1975), spanischer Fußballspieler und -trainer
- Manuel López (Radsportler), spanischer Radsportler
- Manuel López (Taekwondoin), spanischer Taekwondoin
- Manuel Lopez (Musiker), deutscher Musiker und Komponist
- Manuel Lopez (Schauspieler), deutscher Schauspieler
- Manuel López (Fußballspieler, 1983) (Manuel Ernesto López Mondragón; * 1983), mexikanischer Fußballspieler
- Manuel López Cotilla (1800–??), mexikanischer Politiker
- Manuel López Rodríguez (* 1946), spanischer Fotograf
- Manuel López-Villaseñor y López-Cano (1924–1996), spanischer Maler
- Manuel Cosas López, mexikanischer Fußballspieler
- Manuel Enrique López Trigo (* 1945), costa-ricanischer Diplomat
- Manuel Fernando Vásquez de Novoa y López de Artigas (1783–1855), chilenischer Politiker
- Manuel Gitano López, mexikanischer Fußballspieler
- Manuel Isaías López, mexikanischer Psychiater
- Manuel José López Pérez (* 1946), spanischer Biochemiker, Pharmazeut und Hochschullehrer
- Manuel Peña López (* 1998), argentinischer Tennisspieler
- Manuel Pío López Estrada (1891–1971), mexikanischer Geistlicher, Erzbischof von Jalapa
- Manuel López (1936–2023), bekannt als Pachuco López, mexikanischer Fußballspieler
- Manuela Lopez (* 1972), französische Sängerin und Schauspielerin
- Marc López (* 1982), spanischer Tennisspieler
- Marc López Lozano, spanischer Handballspieler
- Marco Lopez (Schauspieler) (* 1935), US-amerikanischer Schauspieler
- Marco Antonio López (* 1987), mexikanischer Boxer
- Marcos Lopez (* 1966), deutscher DJ, Radiomoderator und Musikjournalist
- Marcus Lopez (* 1992), Fußballspieler für Guam
- Marga López (1924–2005), mexikanische Schauspielerin
- Margarita María López de Maturana (1884–1934), spanische Ordensschwester
- Margarita López Maya (* 1951), venezolanische Historikerin und Sozialwissenschaftlerin
- María López (Sängerin), chilenische Sängerin
- María López (Basketballspielerin), paraguayische Basketballspielerin
- Maria Lopez (Juristin) (* 1953), kubanisch-US-amerikanische Juristin und Richterin
- María López (Hockeyspielerin, 1984) (María López de Eguilaz; * 1984), spanische Hockeytorhüterin
- María López (Hockeyspielerin, 1990) (* 1990), spanische Hockeyspielerin
- María López (Baseballspielerin), venezolanische Baseballspielerin
- María López (Schwimmerin, 1993) (* 1993), paraguayische Schwimmerin
- María López (Schwimmerin, 1994) (* 1994), bolivianische Schwimmerin
- María López-Fanjul y Díez del Corral, spanische Kunsthistorikerin
- María Agustina Rivas López (1920–1990), peruanische Ordensschwester und Märtyrerin
- Maria Luisa Lopez-Vito (* 1939), philippinisch-deutsche Pianistin
- María Ygnacia López de Carrillo (1793–1849), US-amerikanische Landwirtin und Landbesitzerin
- Mario Lopez (Musiker) (* 1969), deutscher DJ
- Mario Lopez (Schauspieler) (* 1973), US-amerikanischer Schauspieler
- Mario López Larrave (1929–1977), guatemaltekischer Rechtswissenschaftler, Hochschullehrer und Arbeitsrechtsanwalt
- Mark Lopez (* 1982), amerikanischer Taekwondoin
- Markus López (* 1972), mexikanischer Fußballspieler
- Martín López († 1919), mexikanischer Revolutionär
- Martín López-Zubero (* 1969), spanischer Schwimmer
- Massimo Lopez (* 1952), italienischer Schauspieler, Synchronsprecher und Komiker
- Mathías López (* 1994), uruguayischer Fußballspieler
- Matilde Elena López (1919–2010), salvadorianische Schriftstellerin und Literaturwissenschaftlerin
- Maxi López (* 1984), argentinischer Fußballspieler
- Maxime Lopez (* 1997), französischer Fußballspieler
- Mel Lopez (1935–2017), philippinischer Politiker und Sportfunktionär
- Melchor López (1759–1822), spanischer Komponist und Kapellmeister in Santiago de Compostela
- Michael Eladio López-Alegría (* 1958), US-amerikanischer Astronaut
- Michel López (* 1976), kubanischer Boxer

- Miguel López (Komponist) (1669–1723), spanischer Komponist
- Miguel López (1936–2023), mexikanischer Fußballspieler, siehe Chilaquil
- Miguel López (Leichtathlet) (* 1990), puerto-ricanischer Sprinter
- Miguel López de Legazpi (El Adelanto, El Viejo; 1502–1572), spanischer Konquistador
- Miguel Ángel López (Fußballspieler) (1942–2025), argentinischer Fußballspieler und -trainer
- Miguel Ángel López (Leichtathlet) (* 1988), spanischer Geher
- Miguel Ángel López (Radsportler) (* 1994), kolumbianischer Radrennfahrer
- Miguel Ángel López Borrego (* 1965), deutsch-spanischer Manager
- Miguel Ángel López Jaén (* 1982), spanischer Tennisspieler
- Miguel Ángel López Velasco (1955/1956–2011), mexikanischer Journalist
- Miguel Jiménez López (1875–1955), kolumbianischer Mediziner, Politiker und Rassentheoretiker
- Mijaín López (* 1982), kubanischer Ringer
- Moisés López (Radsportler) (* 1940), mexikanischer Radsportler
- Moisés López (Ringer) (* 1941), mexikanischer Ringer

### N
- Nahuel Lopez (* 1978), deutsch-chilenischer Filmemacher
- Nancy Lopez (* 1957), amerikanische Golfspielerin
- Nancy López (* 1969), US-amerikanische Soziologin
- Nando López (* 1977), spanischer Autor und Dramaturg
- Narciso López (1797–1851), venezolanischer Soldat und Abenteurer
- Narciso López (Fußballspieler) (1928–1988), mexikanischer Fußballspieler
- Natalia López, mexikanisch-bolivianische Filmeditorin, Schauspielerin und Filmemacherin
- Nathaly López Borja (1987–2023), ecuadorianische Wirtschafts- und Finanzingenieurin
- Nelson López (Leichtathlet), uruguayischer Leichtathlet
- Nelson López (Fußballspieler) (* 1941), argentinischer Fußballspieler
- Ney López, kolumbianischer Gewichtheber
- Nicolás López (Forschungsreisender), spanischer Forschungsreisender
- Nicolás López (Tennisspieler) (* 1961), puerto-ricanischer Tennisspieler
- Nicolas Lopez (Fechter) (* 1980), französischer Fechter
- Nicolás López (Regisseur) (* 1983), chilenischer Filmregisseur
- Nicolás López (Fußballspieler, 1986) (* 1986), uruguayischer Fußballspieler
- Nicolás López (Fußballspieler, 1993) (* 1993), uruguayischer Fußballspieler
- Nicolás de Jesús López Rodríguez (* 1936), dominikanischer Geistlicher, Erzbischof von Santo Domingo
- Nicolás Lindley López (1908–1995), peruanischer Militär, Politiker und Diplomat

### O
- Olavio López Duque (1932–2013), kolumbianischer Geistlicher, Apostolischer Vikar von Casanare
- Omar Rodriguez Lopez (* 1975), US-amerikanischer Gitarrist, Komponist und Musikproduzent
- Orestes López (1908–1991), kubanischer Jazzmusiker
- Orlando López (Musiker) (Cachaito; 1933–2009), kubanischer Jazzmusiker
- Orlando López (Baseballspieler) (* 1973), puerto-ricanischer Baseballspieler
- Orlando Fundora López (um 1927–2016), kubanischer Parteifunktionär (PCC) und Friedensaktivist
- Óscar López (Fußballspieler, I), paraguayischer Fußballspieler
- Óscar López (Fußballspieler, 1937) (* 1937), argentinischer Fußballspieler und -trainer
- Óscar López (Fußballspieler, 1939) (1939–2005), kolumbianischer Fußballspieler
- Óscar López (Schiedsrichter), spanischer Handballschiedsrichter
- Óscar López Hernández (* 1980), spanischer Fußballspieler
- Oscar López Ruiz (1938–2021), argentinischer Jazzmusiker
- Osmar López Benítez (* 1975), paraguayischer Geistlicher, Bischof von San Juan Bautista de las Misiones
- Osvaldo Ramón López (* 1971), argentinischer Rechtsanwalt und Politiker
- Oswaldo López Arellano (1921–2010), honduranischer Politiker, Präsident 1972 bis 1975

### P
- Pablo López (Revolutionär) († 1916), mexikanischer Revolutionär
- Pablo López (Sänger) (* 1984), spanischer Popsänger
- Pablo López (Baseballspieler) (* 1996), venezolanischer Baseballspieler
- Pablo Garibay López (* 1978), mexikanischer Gitarrist, siehe Pablo Garibay
- Pablo Sánchez López (* 1990), mexikanischer Rennfahrer
- Pachuco López (1936–2023), mexikanischer Fußballspieler
- Paloma López Bermejo (* 1962), spanische Politikerin
- Pamela López Cervantes (* 1994), mexikanische Tennisspielerin
- Patricia Diane Lopez, US-amerikanische Informatikerin
- Patxi López (* 1959), spanischer Politiker
- Pau López (* 1994), spanischer Fußballspieler
- Pedro López (Mediziner) (1527–1597), spanischer Mediziner
- Pedro López (Fußballspieler) (Pedro López Muñoz; * 1983), spanischer Fußballspieler
- Pedro López de Aguirrebengoa (* 1936), spanischer Diplomat
- Pedro López de Gámiz (1528–1588), spanischer Holzbildhauer
- Pedro López Quintana (* 1953), spanischer Geistlicher und vatikanischer Diplomat
- Pedro Alonso López (* 1948), kolumbianischer Serienmörder
- Pedro Astray López (* 1992), spanischer Fußballspieler, siehe Pedro Astray
- Pedro Blanco López (1883–1919), spanischer Komponist, Pianist, Lehrer und Musikkritiker
- Pedro Bustamante López (* 1965), peruanischer Geistlicher, Bischof von Huánuco
- Pedro Hugo López (1927–1959), chilenischer Fußballspieler
- Pedro Martínez López (1797–1867), spanischer Philologe und Lexikograf
- Pedro Ramiro López (* 1978), argentinischer Priester und Missionar
- Pepe López (* 1995), spanischer Rallyefahrer
- Perry Lopez (Musiker) (eigentlich Perfecto Macabata Lopez; * 1924), US-amerikanischer Gitarrist
- Perry Lopez (Schauspieler) (eigentlich Julios Caesar Lopez; 1929–2008), US-amerikanischer Schauspieler
- Peter López (* 1981), peruanisch-amerikanischer Taekwondoin
- Pilar López Júlvez (1912–2008), spanische Tänzerin und Choreografin
- Pilar López Sancho (* 1953), spanische Physikerin
- Pilar López Surroca (1946–2012), spanische Journalistin
- Pilar López de Ayala (* 1978), spanische Schauspielerin
- Pilar López Álvarez (* 1970), spanische Managerin
- Próspero López Buchardo (1883–1964), argentinischer Komponist

### R
- Rafa López (* 1985), spanischer Fußballspieler
- Rafael López (Handballspieler) (* 1953), spanischer Handballspieler
- Rafael López Aliaga (* 1961), peruanischer Geschäftsmann und Politiker
- Rafael López Gutiérrez (1855–1924), honduranischer Politiker, Präsident 1920 bis 1924
- Rafael Alfonso Escudero López-Brea (* 1962), spanischer Priester, Prälat von Moyobamba
- Ramón del Hoyo López (* 1940), spanischer Geistlicher, Bischof von Jaén
- Ramón López (Leichtathlet, 1936) (* 1936), kubanischer Dreispringer
- Ramón López (Musiker) (* 1961), spanischer Jazzmusiker
- Ramón López (Leichtathlet, 1963) (* 1963), paraguayischer Langstrecken- und Hindernisläufer
- Ramon Lopez (Politiker), philippinischer Wirtschaftsmanager und Politiker
- Ramón López Carrozas (1937–2018), spanischer Geistlicher, Bischof von Bom Jesus do Gurguéia
- Raül López (* 1980), spanischer Basketballspieler
- Raúl López Gómez (* 1993), mexikanischer Fußballspieler
- Raúl Holguer López Mayorga (* 1926), ecuadorianischer Geistlicher
- Raymond Lopez, französischer Autorennfahrer
- Raymundo López Mateos (1932–2000), mexikanischer Ordensgeistlicher, Bischof von Ciudad Victoria
- Regino López (1861–1945), kubanischer Schauspieler, Regisseur und Sänger
- Reies Lopez Tijerina († 2015), mexikanisch-US-amerikanischer Bürgerrechtler
- Renzo López (* 1994), uruguayischer Fußballspieler
- Reynaldo González López (1948–2015), kubanischer Sportfunktionär
- Ricardo López (Fußballspieler) (1912–2006), kolumbianischer Fußballspieler
- Ricardo López (Tennisspieler) (* 1932), venezolanischer Tennisspieler
- Ricardo López (Segler), uruguayischer Segler
- Ricardo López (Ruderer), uruguayischer Ruderer
- Ricardo López (Boxer) (* 1966), mexikanischer Boxer
- Ricardo López Felipe (Ricardo; * 1971), spanischer Fußballtorhüter
- Richard Lopez († 2010), US-amerikanischer Sänger
- Rigoberto López Pérez (1929–1956), nicaraguanischer Dichter
- Robert Lopez (* 1975), US-amerikanischer Komponist
- Robert López (* 1960), bekannt als El Vez, mexikanisch-amerikanischer Musiker
- Roberto López (* 2000), spanischer Fußballspieler
- Roberto Sabatino Lopez (1910–1986), amerikanischer Historiker
- Roberto Carlos Zacarías López (* 1972), paraguayischer Geistlicher, Bischof von Canindeyú
- Robin Lopez (* 1988), amerikanischer Basketballspieler
- Rodolfo Lopez (* 1983), mexikanischer Boxer
- Rodrigo López (1525–1594), portugiesischer Leibarzt der englischen Königin, siehe Roderigo Lopes
- Rodrigo López (Baseballspieler) (* 1975), mexikanischer Baseballspieler
- Rodrigo López (Fußballspieler, 1987) (* 1987), mexikanisch-amerikanischer Fußballspieler
- Rodrigo López (Fußballspieler, 2001) (* 2001), mexikanischer Fußballspieler
- Rodrigo López (Radsportler), argentinischer Radsportler
- Hernán Rodrigo López, uruguayischer Fußballspieler
- Rodrigo de Quiroga López de Ulloa (1512–1580), spanischer Konquistador
- Rogelio Cabrera López (* 1951), mexikanischer Geistlicher, Erzbischof von Monterrey
- Rosa López (* 1981), spanische Popsängerin
- Rubén López (* 1979), spanischer Fußballspieler
- Rubén López Ardón (* 1934), nicaraguanischer Geistlicher
- Ruben López Furst (1937–2000), argentinischer Jazzpianist
- Ruy López de Segura (1530–1580), spanischer Schachspieler, Mönch und Pfarrer
- Ruy López de Villalobos († 1544), spanischer Entdecker
- Ryan López (* 1999), venezolanischer Mittelstreckenläufer

### S
- Salvador P. Lopez (Salvador Ponce Sinang Lopez; 1911–1993), philippinischer Politiker und Hochschullehrer
- Samuel Santos López (* 1938), nicaraguanischer Politiker
- Sandra López (* 1984), mexikanische Leichtathletin
- Santiago López (Fußballspieler, 1982) (* 1982), uruguayischer Fußballspieler
- Santiago López (Fußballspieler, 1991) (* 1991), uruguayischer Fußballspieler
- Santiago López (Fußballspieler, 1996) (* 1996), paraguayischer Fußballspieler
- Santiago López Ramírez (* 1979), spanischer Fußballspieler
- Santiago López-Vázquez (* 1971), spanischer Segler
- Santiago López Viana (* 1986), mexikanischer Turner
- Santiago López García (* 1996), spanischer Handballspieler
- Santos López Alonzo, Soldat der guatemaltekischen Kaibiles-Spezialeinheit
- Sanya Lopez (* 1996), philippinische Schauspielerin
- Sara López (Seglerin) (* 1992), spanische Seglerin
- Sara López (Bogenschützin) (* 1995), kolumbianische Bogenschützin
- Sebastián López (* 1949), argentinisch-niederländischer Kunsthistoriker, Kurator und Autor
- Sebastián López (Leichtathlet) (* 2001), venezolanischer Mittelstreckenläufer
- Sebastián López de Arteaga (1610–1652), spanisch-mexikanischer Maler
- Sergi López (* 1965), spanischer Filmschauspieler
- Sergi López Segú (1967–2006), spanischer Fußballspieler
- Sergio López (Leichtathlet, 1968) (* 1968), spanischer Leichtathlet, Olympiateilnehmer 1992
- Sergio López (Fußballspieler, 1989) (* 1989), argentinischer Fußballspieler
- Sergio López (Fußballspieler, 1999) (* 1999), spanisch-deutscher Fußballspieler
- Sergio López (Leichtathlet, 1999) (* 1999), spanischer Leichtathlet
- Sergio López Miró (* 1968), spanischer Schwimmer, Olympiateilnehmer 1988 und 1992
- Sergio Lopez-Rivera (* 1967), spanischer Maskenbildner
- Sheridan Burge-Lopez (* 1970), australische Schwimmerin
- Silma López (* 1991), spanische Schauspielerin
- Sky Lopez (* 1975), amerikanische Pornodarstellerin
- Stefany López (* 2002), kolumbianische Leichtathletin
- Steve Lopez (* 1953), US-amerikanischer Autor und Kolumnist
- Steven Lopez (* 1978), amerikanischer Taekwondoin
- Susana Lee López (1948–2016), kubanische Journalistin
- Susana López Charretón (* 1957), mexikanische Virologin
- Sydney Lopez (* 1961), barbadischer Tennisspieler
- Sylvia Lopez (1933–1959), französische Schauspielerin

### T
- Teófimo López (* 1997), US-amerikanischer Boxer
- Thelma Davidson de López (1922–2010), salvadorianische Unternehmerin
- Tomás López (* 1994), argentinischer Volleyballspieler
- Tomás López Durán (* 1961), mexikanischer Geistlicher, Weihbischof in Puebla de los Ángeles
- Tony Lopez (* 1963), US-amerikanischer Boxer
- Trini Lopez (1937–2020), lateinamerikanischer Sänger
- Tristán López (* 2005), deutscher Schauspieler

### U
- Unai López (* 1995), spanischer Fußballspieler
- Úrsula López (Sängerin) (Úrsula Falcón Quintero; 1870–1966), spanische Sängerin und Impresaria
- Úrsula López (Tänzerin) (* 1976), spanische Flamenco-Tänzerin und Choreografin

### V
- Valero Rivera López (* 1953), spanischer Handballspieler und -trainer, siehe Valero Rivera (Handballspieler, 1953)
- Vicente López (Baseballspieler) (1945–2010), nicaraguanischer Baseballspieler
- Vicente López Barberá (1936–2017), spanischer Fußballspieler und -trainer
- Vicente López Carril (auch López Carril; 1942–1980), spanischer Radrennfahrer
- Vicente López y Planes (1785–1856), argentinischer Schriftsteller und Präsident
- Vicente López Portaña (1772–1850), spanischer Maler
- Vicente López Puigcerver (1844–1911), spanischer Militär und Politiker
- Vicente López Tovar (1909–1998), spanischer Militär und Politiker
- Vicente Fidel López (1815–1903), argentinischer Rechtsanwalt und Politiker
- Vicky López (* 2006), spanische Fußballspielerin
- Víctor López (Fußballspieler, 1920) (Pipa; * 1920), mexikanischer Fußballspieler
- Víctor López Seoane (1832–1900), spanischer Zoologe und Mediziner
- Víctor Fernández López (* 1984), spanischer Windsurfer
- Víctor Hugo López (* 1982), spanischer Handballspieler
- Víctor Manuel López (* 1971), uruguayischer Fußballspieler
- Víctor Manuel López Forero (1931–2023), kolumbianischer Geistlicher, Erzbischof von Bucaramanga
- Víctor Rubén López (* 1978), argentinischer Fußballspieler
- Vincent Lopez (1895–1975), amerikanischer Pianist
- Vincent Lopez (* 1949), amerikanischer Schlagzeuger, siehe Vini Lopez
- Virgilio López Irías (1937–2004), honduranischer Geistlicher, Bischof von Trujillo
- Virginia López (Sängerin) (1928–2024), puerto-ricanische Sängerin
- Virginia López (Triathletin) (* 1980), uruguayische Triathletin
- Vladimir Padrino López (* 1963), venezolanischer Verteidigungsminister

### W
- Walter López (Fußballspieler, 1977) (1977–2015), honduranischer Fußballspieler
- Walter López (Schiedsrichterassistent) (* 1978), honduranischer Fußballschiedsrichterassistent
- Walter López (Schiedsrichter) (* 1980), guatemaltekischer Fußballschiedsrichter
- Walter López (Fußballspieler, 1985) (* 1985), uruguayischer Fußballspieler
- Wayne Lopez, puerto-ricanischer Schauspieler
- William Lopez († 2014), US-amerikanisches Justizopfer

### Y
- Yaniuvis López (* 1986), kubanische Kugelstoßerin
- Yeimer López (* 1982), kubanischer Leichtathlet

### Z
- Zacarías López (* 1998), chilenischer Fußballspieler